# Pristava, Tržič
Pristava je naselje v Občini Tržič.